# Наука в Бразилии

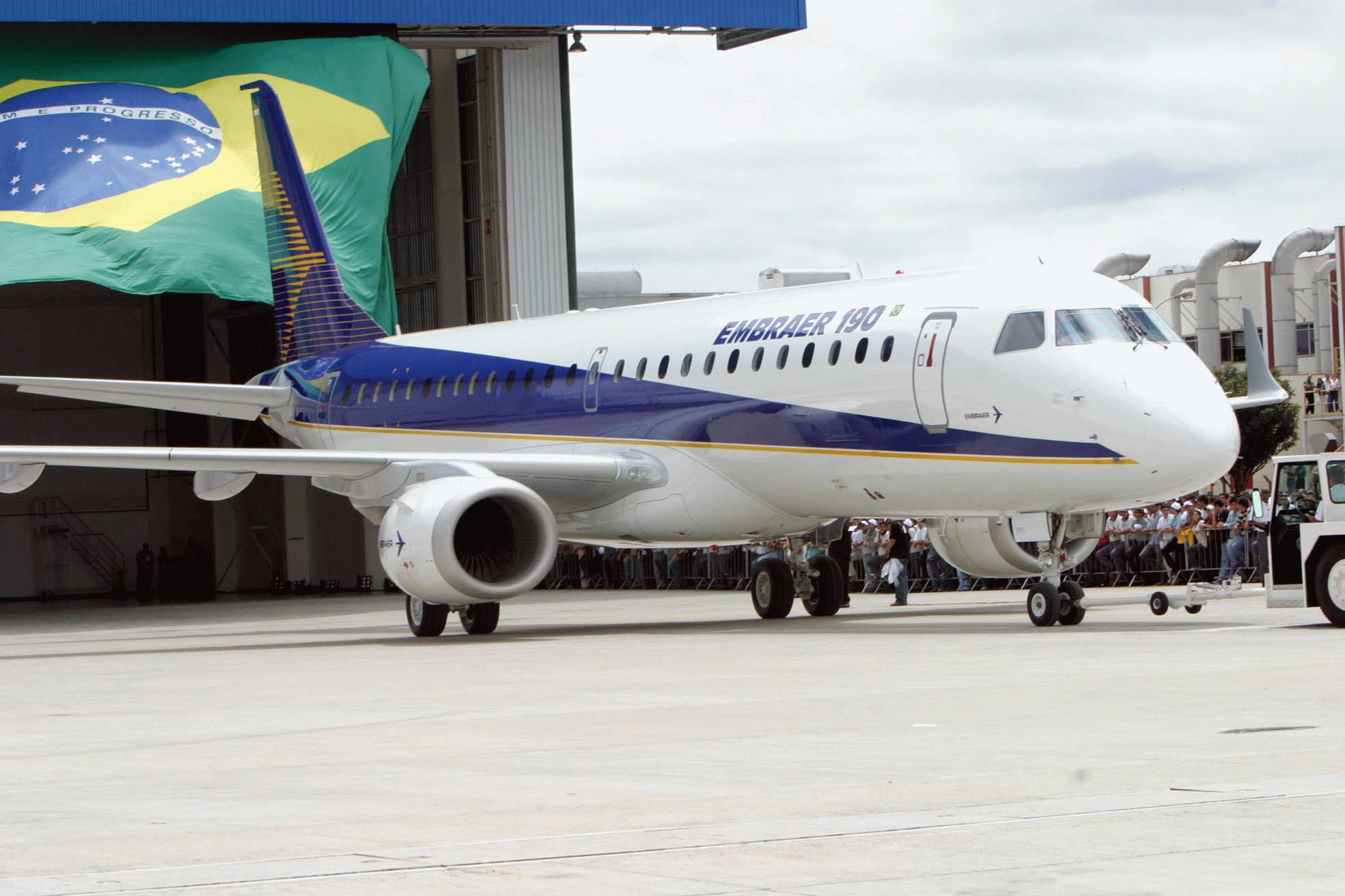
Самолёт Embraer 190, произведённый в Бразилии

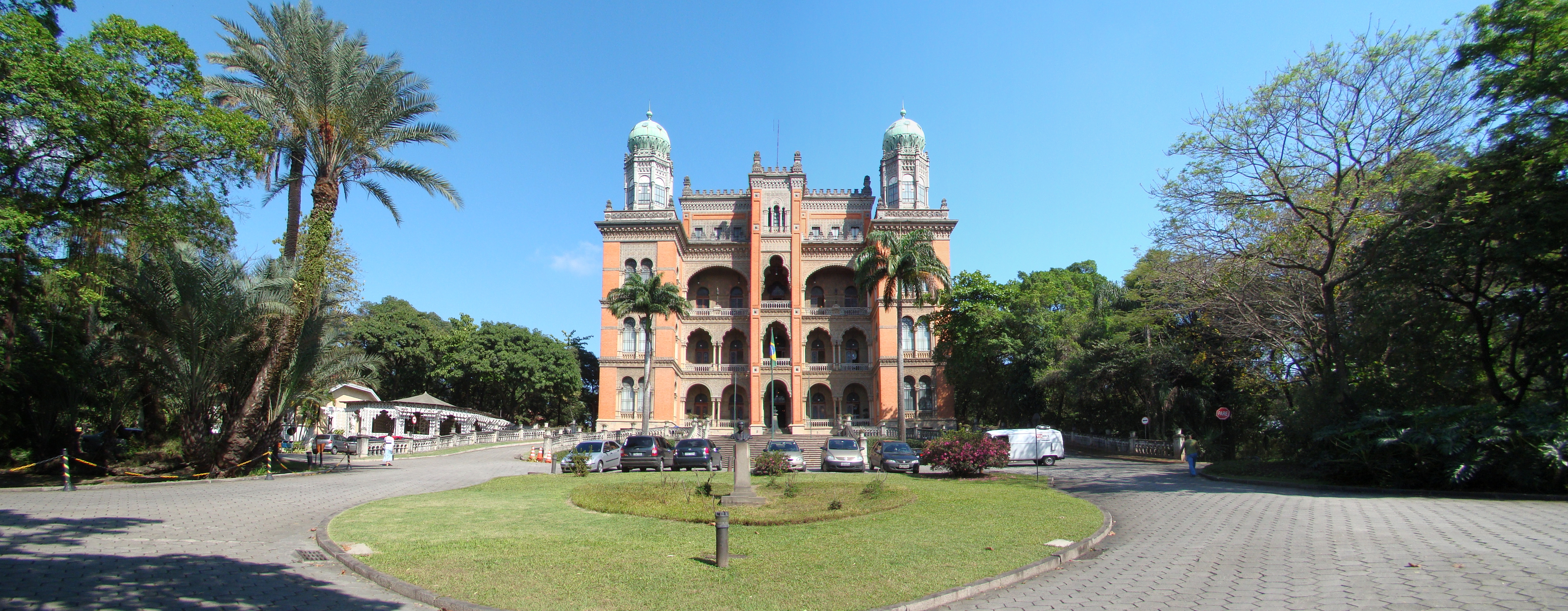
Институт Фиокруз в городе Рио-де-Жанейро

Наука в Бразилии достигла значительных успехов на международной арене за последние десятилетия. Наукой и техникой в Бразилии заведует Министерство науки и техники, которое включает в себя CNPq (Национальный исследовательский совет) и FINEP (Национальное агентство по финансированию образования и исследований). Это министерство также осуществляет прямой контроль над Национальным институтом космических исследований (Instituto Nacional de Pesquisas Espaciais - INPE), Национальным институтом амазонских исследований (Instituto Nacional де Pesquisas да Амазонии - INPA) и Национальным институтом технологии (Instituto Nacional de Tecnologia - INT). Министерство также контролирует Отдел по управлению в сфере компьютеров и автоматических устройств - Secretaria de Política de Informática e Automação. Министерство создано в марте 1985 года. 
Большинство ресурсов CNPq поначалу направлялось на стипендии, которые не имели четких процедур контроля качества и механизмов стимулирования стипендиатов к исследованиям. И сформировались новые группы из политических партий, профсоюзов преподавателей вузов и работников научных обществ, которые конкурировали за ресурсы и контроль над государственными агентствами, ведающими наукой и техникой.

## История

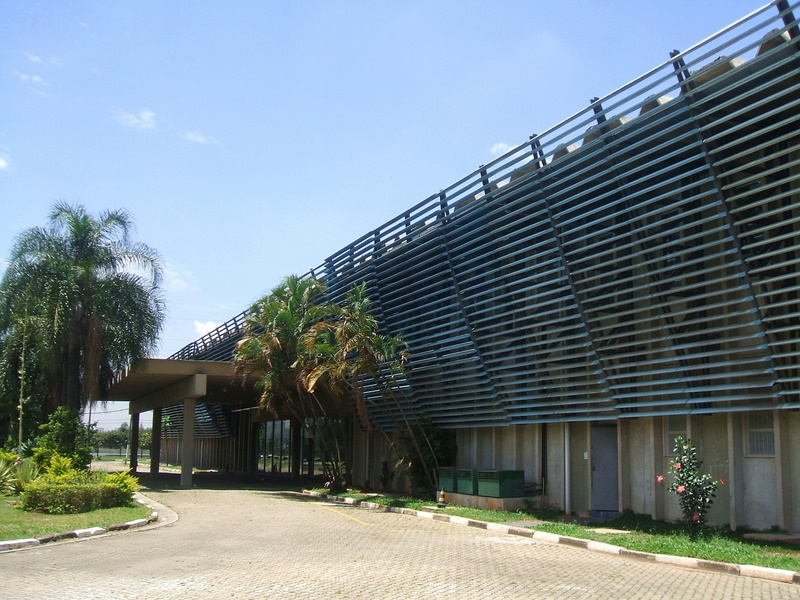
Технический музей в Сан-Паулу

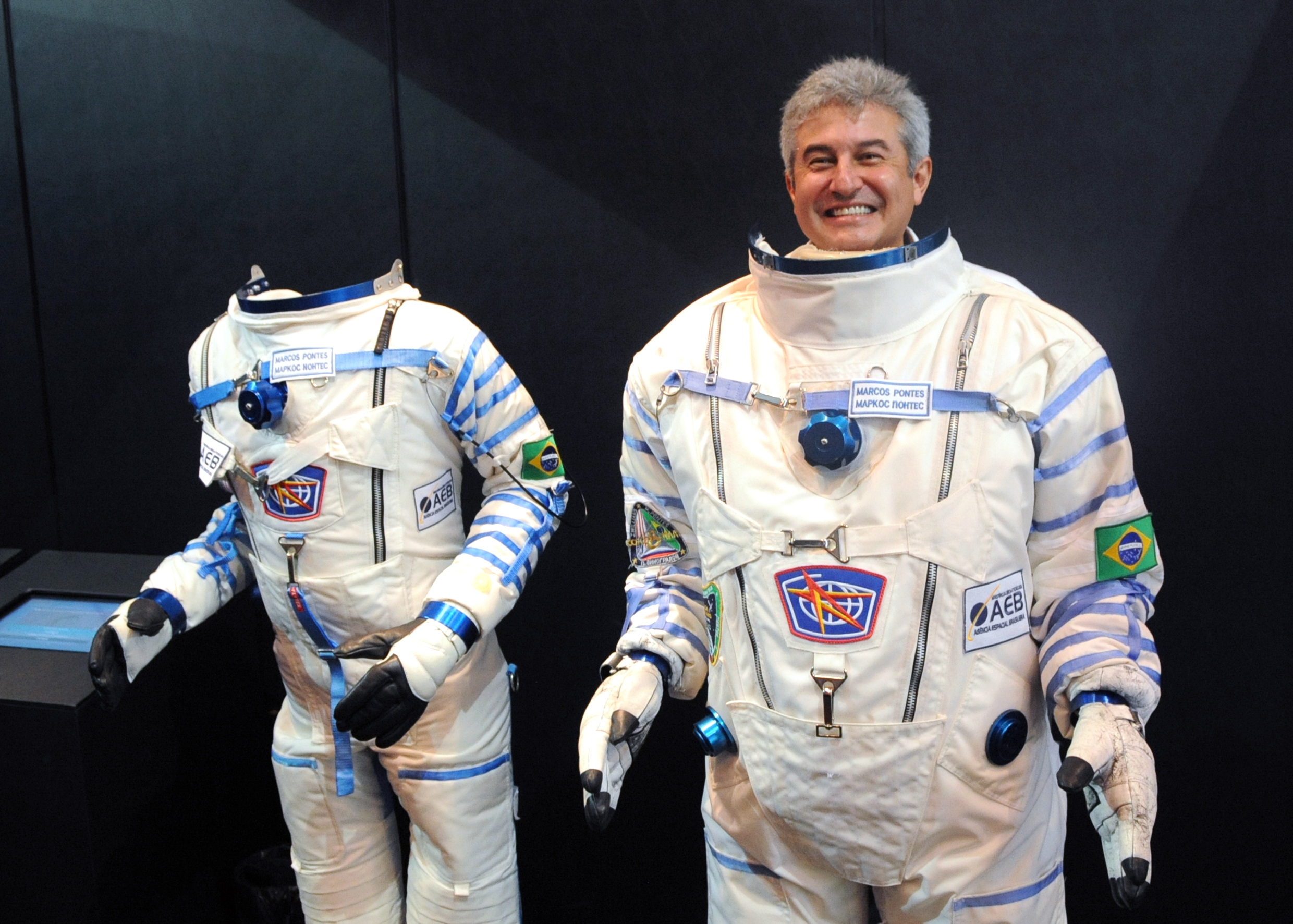
Бразильский космонавт Маркос Понтес

История бразильской науки началась в первые десятилетия XIX века, когда члены португальской королевской семьи во главе с Жуаном VI прибыли в Рио-де-Жанейро, спасаясь от вторжения наполеоновской армии в Португалию в 1807 году. Бразилия была португальской колонией, абсолютно без университетов, имея лишь несколько культурных и научных организаций. Хотя бывшие колонии в Латинской Америке, в том числе и Бразилия, и имели в основном неграмотное население, сами метрополии Испания и Португалия имели ряд университетов начиная с 16 века. Возможно, это было преднамеренной политикой португальского колониализма, опасавшегося, что появление образованного населения привело бы к национализму и стремлению к политической независимости. Однако, на протяжении столетий португальского владычества даже поощрялось получение бразильскими студентами высшего образования в материковой Португалии. Кроме того, население даже самой Португалии в то время было также в основном неграмотным, с существованием в стране единственного университета Коимбра, где обучались грамоте люди со всех концов империи, в том числе и из Бразилии.

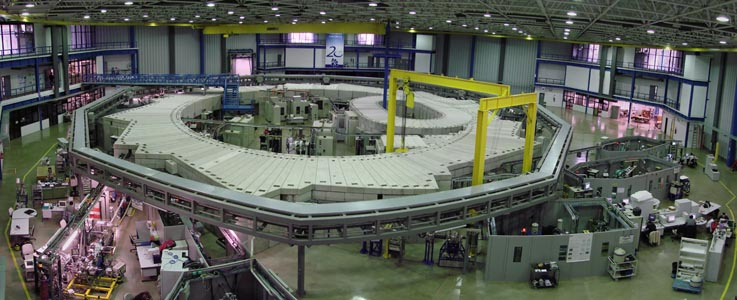
Лаборатория Laboratório Nacional de Luz Síncrotron в городе Кампинас

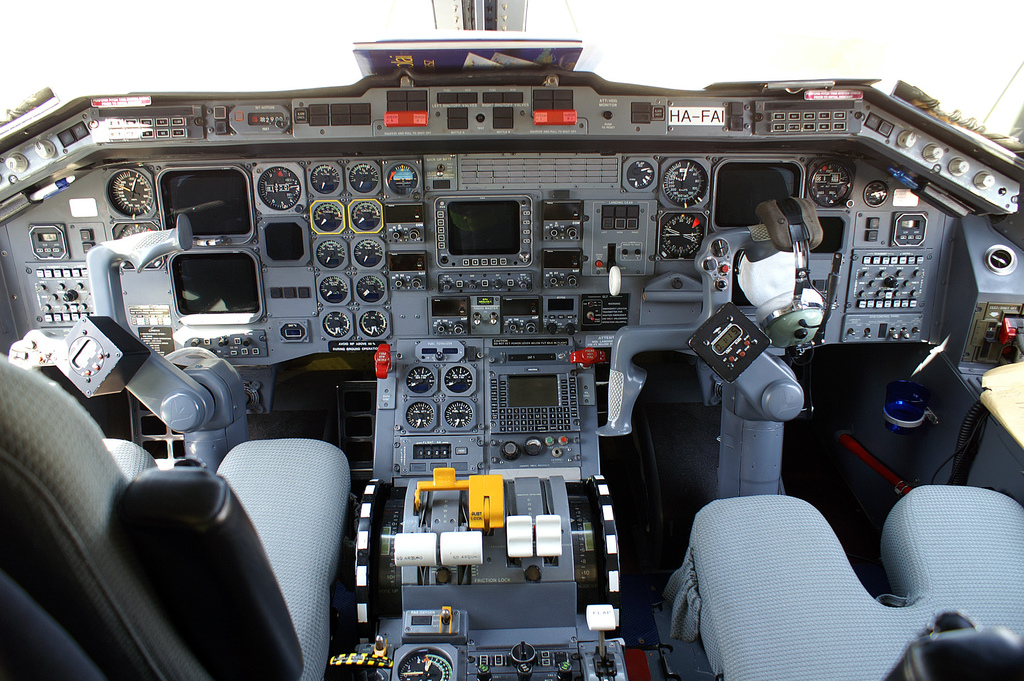
Интерьер Embraer 120, который производится в городе Сан-Жозе-дус-Кампус

Первые попытки создания бразильских научных учреждений были сделаны около 1783 года, с экспедицией португальского натуралиста Александра Родригеса Феррейро, который был направлен премьер-министром Португалии в Бразилию с целью изучить местную фауну, флору и геологию. Его коллекции, однако, были отобраны французами во время вторжения Наполеона в Португалию и были перевезены в Париж. В 1772 году, ещё до создания Академии наук в Лиссабоне (1779), в Рио-де-Жанейро было основано одно из первых научных обществ в Португальской империи — Sociedade Scientifica, но просуществовало оно недолго — лишь до 1794 года. Кроме того, в 1797 году, в Салвадоре (штат Баия) был основан первый Ботанический институт. В 1792 году по указу португальских властей в Рио-де-Жанейро была создана Real Academia de Artilharia, Fortificação e Desenho как высшая школа для преподавания наук и инженерного дела. Федеральный университет Рио-де-Жанейро и Институт военной инженерии создавались и развивались из этой старейшей инженерной школы Бразилии, которая также является одной из старейших в Латинской Америке.
Иоанн VI придал импульс всем этим начинаниям. В короткий период (1808—1810) правительство основало Королевскую военно-морскую академию и Королевскую военную академию (как военное училище), Национальную Библиотеку, Ботанический сад Рио-де-Жанейро, медико-хирургическую школу Баия (в настоящее время — медицинский факультет Федерального университета Баия) и медико-хирургическую школу Рио-де-Жанейро (ныне медицинский факультет Федерального университета Рио-де-Жанейро).
Известные научные экспедиции, организованные бразильцами, были редки. Наиболее значимая — экспедиция Матрима Франсиско де Андрада э Сильва и Хосе де Бонифасиу Андрада э Сильва в 1819 году.

### Первая империя
После обретения в 1822 году Бразилией независимости от Португалии и с приходом к власти первого императора новой страны Педро I, политика в сфере высшего образования, науки и техники пришла к относительной остановке. В первые два десятилетия 19-го века наука в Бразилии в основном существовала благодаря временным научным экспедициям европейских натуралистов, таких, как Чарльз Дарвин, Карл фон Мартиус, Иоганн Батист фон Спикс, Александр Гумбольдт, Сан-Августин Илер, барон Григорий Иванович Лангсдорф, Фридрих Селлоу, Фриц Мюллер, Герман фон Игеринг, Эмиль Гоелди и других. Они занимались главным образом описанием фантастического биоразнообразия бразильской флоры и фауны, а также описанием геологии, географии и антропологии. Вплоть до самого создания Национального музея все полученные натуралистами образцы уезжали в европейские институты.
В 19 веке были основаны ряд высших учебных заведений, но ещё многие десятилетия большинство бразильских студентов ещё учились в европейских университетах.

### Вторая империя
Все начало меняться после 1841 года, когда старший сын Педро I, император Педро II взошёл на трон в возрасте 15 лет. И на ближайшие 50 лет в Бразилии воцаряется конституционная монархия. Педро II был просвещённым монархом, покровительствовавшим искусству, литературе, науке и технологиям и имел обширные международные контакты в этих областях. Основой бразильской науки и первой научно-исследовательской лабораторией был Национальный музей (Museu Nacional) в Рио-де-Жанейро, существующий до сегодняшнего дня. Император питал сильный личный интерес к его развитию и приглашал многих августейших европейских научных деятелей для работы в Бразилии. Педро и его министры, куртизанки и сенаторы часто посещали научные конференции в музее. Там в 1880 году была основана первая лаборатория физиологии, где работали Иоанн Батист де Ласерда и Луи Каути. К сожалению, создание исследовательских университетов и институтов будет происходить только в начале 20-го века, что стало сильной задержкой для образования, науки и техники в Бразилии.

## Организация научных исследований

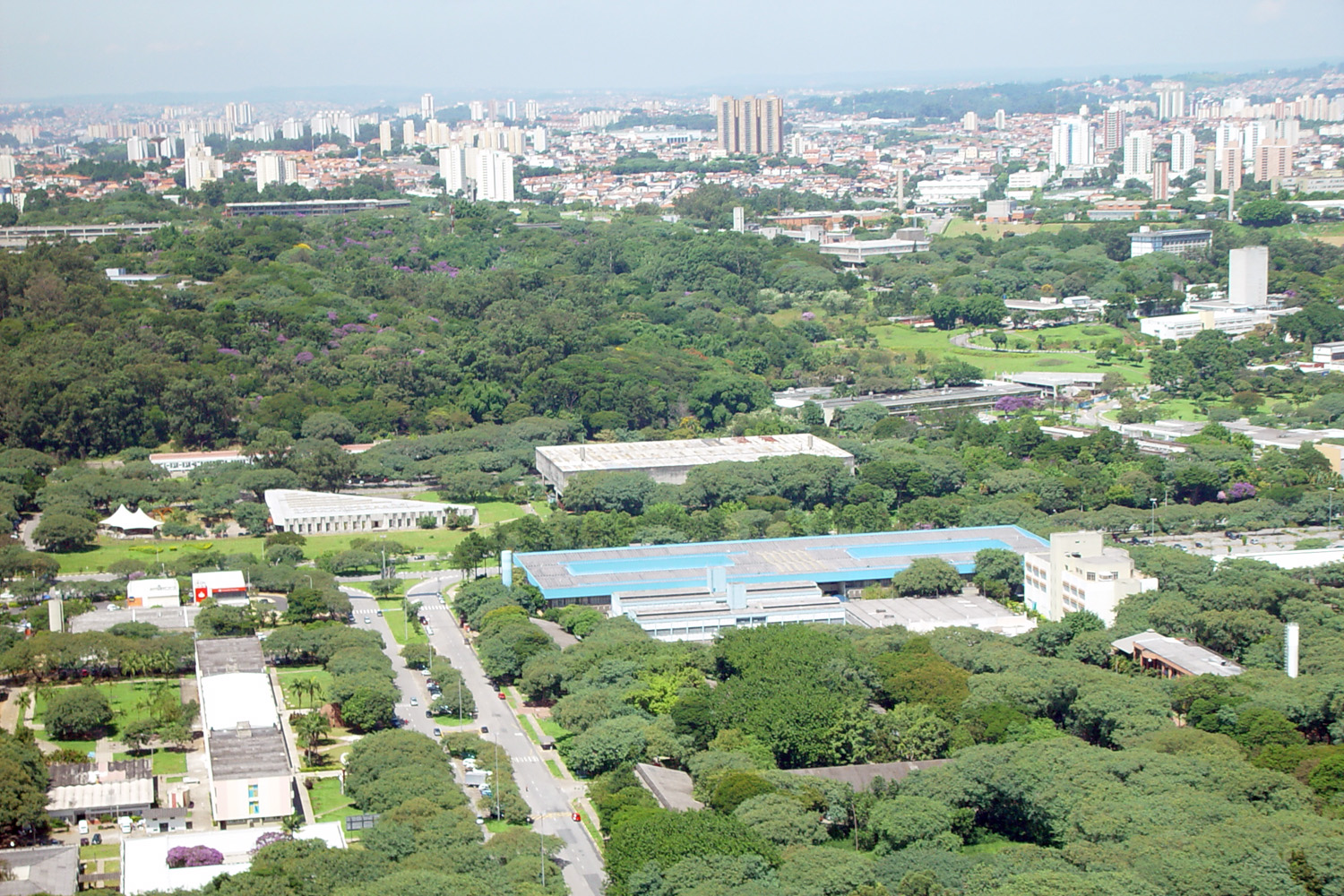
Вид окрестностей Университета Сан-Паулу

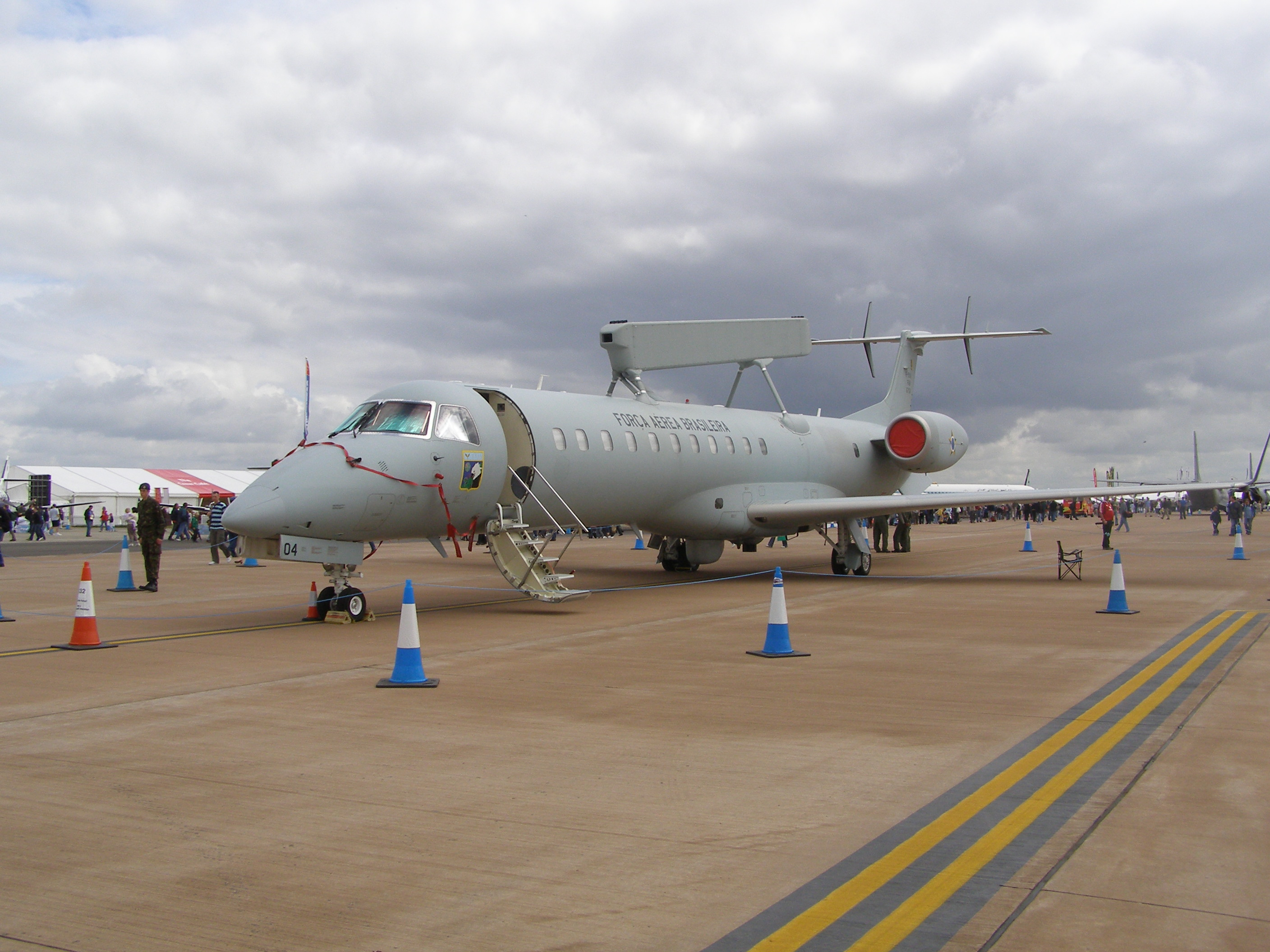
Самолёт Embraer на службе бразильских вооружённых сил

Бразилия сегодня обладает хорошо развитой организацией науки и техники. Фундаментальные исследования в основном проводятся в общественных университетах и исследовательских центрах и институтах, иногда - в частных учебных заведениях, особенно в некоммерческих неправительственных организациях. В 1990-х годах росло также число частных университетов и компаний. Однако более чем на 90% финансирование фундаментальных исследований идёт из правительственных источников.
Прикладные исследования также в основном осуществляются в университетах и центрах системных исследований (а не в частных компаниях), что противоречит опыту более развитых стран, таких как Соединённые Штаты, Южная Корея, Германия, Япония и т.д. Причин здесь много, но основными являются:
- мало бразильских частных компаний, которые были бы достаточно конкурентоспособны или богаты, чтобы проводить свои собственные научные исследования;
- в частном секторе высоких технологий в Бразилии доминируют крупные международные компании, которые, однако, не имеют здесь своих исследовательских центров.

Однако сейчас наблюдается обратный тренд. Такие компании, как Motorola, Samsung, Nokia открывают собственные исследовательские центры в Бразилии, следуя за IBM, которая создала IBM Research Center в Бразилии в 1970-х годах. Одним из стимулов, помимо относительно низкой стоимости и высокой квалификации бразильских технических кадров, был так называемый "закон об информатике", который освобождал от некоторых налогов высокотехнологичные компании в области телекоммуникаций, компьютеров, цифровой электроники и т.д. Закон привлекает ежегодно более 1,5 млрд долларов инвестиций в бразильский сектор частных исследований. Некоторые продукты и технологии, разработанные и созданные бразильцами, имеют высокую конкурентоспособность и ценятся в других странах: автомобили, самолёты, программное обеспечение, волоконная оптика, электрические приборы и т. д.
В 1980-х годах Бразилия осуществляла политику протекционизма в области информационных технологий. Компании и чиновники были вынуждены использовать бразильское программное и аппаратное обеспечение. Это способствовало росту бразильских ИТ-компаний, однако, несмотря на их развитие и некоторые успешные продукты (такие, как клон MSX и SOX Unix), бразильские потребители вычислительной техники страдали от меньшего предложения по сравнению с иностранными конкурентами. Правительство постепенно увеличивало импорт, до тех пор, пока барьеры не были сняты. Бразилия ИТ-отрасль достигла замечательных успехов, особенно в области программного обеспечения. В 2002 году Бразилия провела первые в мире полностью электронные выборы, обработав более 90% результатов в течение 2 часов. Система особенно подходит для стран с относительно невысоким уровнем грамотности, поскольку она выводит фотографию кандидата перед подтверждением голоса. В 2005 году президент Луис Инасиу Лула да Силва начал осуществлять программу "народный компьютер", чтобы способствовать широкому применению цифровых технологий с помощью государства и фиксированной минимальной конфигурацией. В рамках программы отказались от дорогой операционной системы от Microsoft, поставляя бесплатную Linux с бразильскими настройками. Однако планы по созданию дешёвого доступа в Интернет пока не увенчались успехом.

## Финансирование

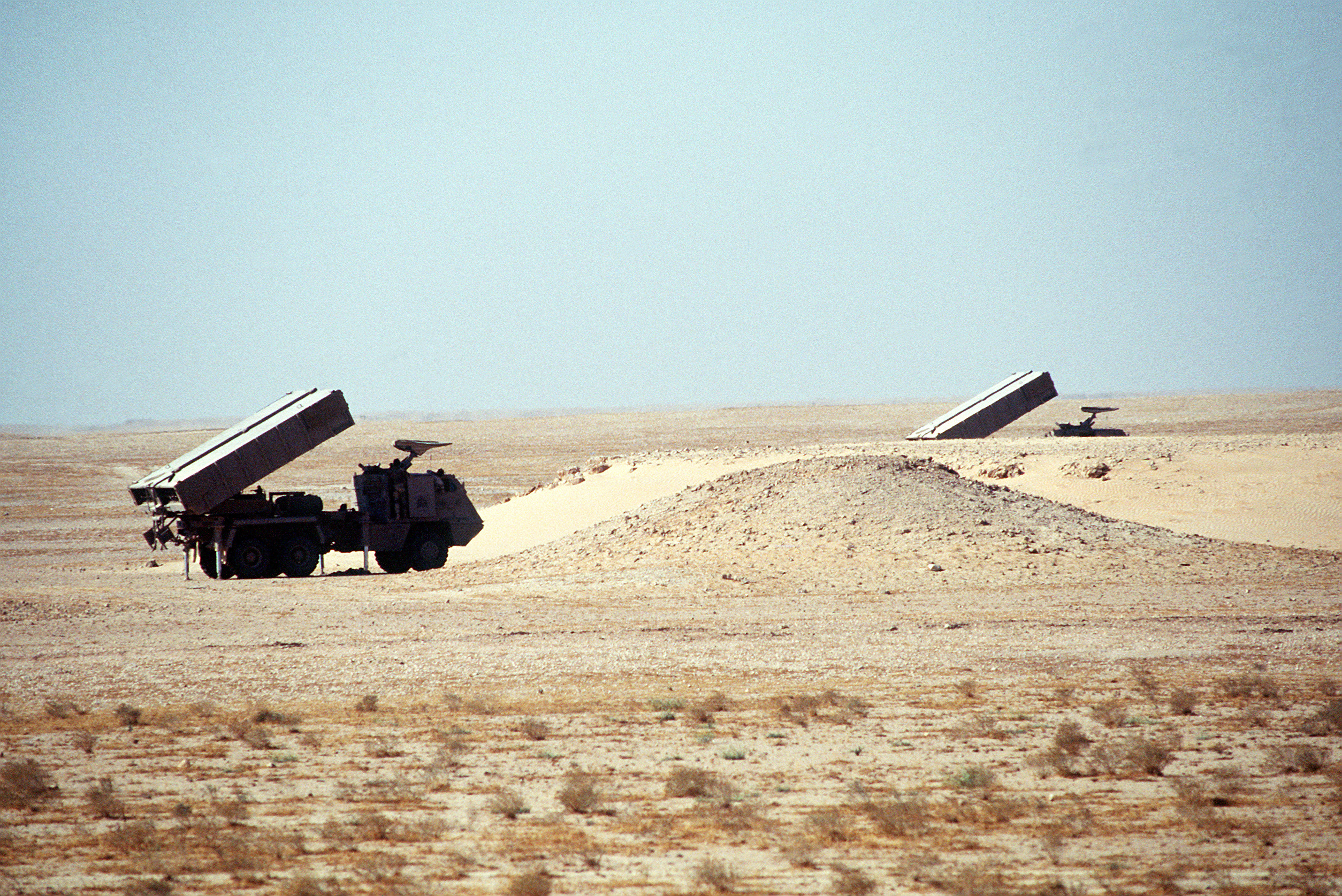
Ракетные систы Avibras ASTROS-II SS-30 бразильского производства на грузовиках Tectran 6x6 AV-LMU в боевом положении

Финансирование исследований, разработок и инноваций в Бразилии приходит из шести основных источников:
- Правительственные (федеральные, государственные и муниципальные) источники. Есть целый ряд государственных организаций, которые были созданы в основном в 1950-х годах специально для прямого продвижения и финансирования исследований, такие, как Национальный исследовательский совет (CNPq), (который теперь называется Conselho Nacional de Desenvolvimento Científico e Tecnológico) и Национальное агентство по финансированию образования и исследований (FINEP), как часть Министерства науки и технологий (MCT). Министерство является относительно новым, будучи созданным в 1990 году. До этих пор гранты на исследования на федеральном уровне предоставляло только CNPq. На уровне субъектов федерации, почти все штаты имели свои собственные общественные фонды для поддержки науки, следуя новаторскому (и весьма успешному) примеру штата Сан-Паулу, который создал свой фонд FAPESP в 1962 году . Как правило, создание этих фондов повлекло за собой изменения в конституциях штатов в 1980-х и 1990-х годах.
- Косвенное финансирование через бюджеты государственных и частных университетов, институтов и центров. Некоторые университеты, такие как Государственный университет Кампинас, имеют свои собственные внутренние учреждения и фонды, с целью оказания поддержки разработок их студентов.
- Публичные компании, такие как Embrapa (бразильское предприятие сельскохозяйственных исследований). Их источником дохода являются правительственные вливания (через распределение бюджетных средств по министерствам и государственным учреждениям) и доходы от реализованной продукции.
- Промышленные, торговые частные компании и предприятия сферы услуг, открывающие свои исследовательские центры благодаря налоговым послаблениям со стороны правительства (например, "закон об информатике")
- Национальные частные и некоммерческие объединения или пожертвования от частных лиц или компаний. Пример - фонд Банка Бразилии.
- Финансирование другими странами, международными организациями и учреждениями, такими, как Фонд Рокфеллера, Фонд Форда, Межамериканский банк развития, Всемирный банк, ЮНЕСКО, Программа развития ООН, Всемирная организация здравоохранения, Всемирный фонд дикой природы, Фонд Келлога, Фонд Билла и Мелинды Гейтс, Национальный научный фонд США, Фонд Volkswagen.

## Хронология
- 1792: Основание Королевской академии фортификации, артиллерии и дизайна, сегодня Военный инженерный институт (IME).
- 1900: Основание Федерального института серотерапии, сейчас Фонд Освальда Круза (FioCruz).
- 1916: Основание Бразильского общества наук, сегодня Бразильская академия наук (ABC).
- 1917: Начало публикации Anais da Academia Brasileira de Ciências.
- 1920: Основание Университета Бразилии, сейчас Федеральный университет Рио-де-Жанейро (UFRJ).
- 1922: Основание Высшей школы сельского хозяйства и ветеринарии, сегодня Федеральный университет Викозы (UFV).
- 1923: Основание бразильской химического общества (SBch).
- 1923: Основание «Радио общества» в Рио-де-Жанейро, первой радиовещательной станции, которая продолжает работать под названием Rádio MEC в Рио-де-Жанейро.
- 1924: Основание Бразильской ассоциация образования.
- 1925: Учреждение премии Эйнштейна, в честь его визита в Бразилию.
- 1930: Основание Национального института мер и весов, сегодня Национальный институт метрологии, стандартизации и промышленного качества (INMETRO).
- 1934: Основание университета Сан-Паулу (USP).
- 1948: Основание Бразильского общества за научный прогресс(SBPC).
- 1949: Основание Бразильского Центра физических исследований.
- 1950: Основание Института авиационных технологий (ITA).
- 1951: Основание Национального исследовательского совета (CNPq).
- 1951: Основание Координационного центра по повышению квалификации персонала вузов (CAPES).
- 1952: Основание Национального института амазонских исследований (INPA).

- 1953: Основание Главного управления аэрокосмической техники (CTA).
- 1956: Основание Национальной ядерной энергетической комиссии.
- 1961: Основание Национального института космических исследований (ИАТЭ).
- 1962: Основание фонда поддержки исследований штата Сан-Паулу (Fapesp).
- 1962: Основание Государственного университета Кампинас (UNICAMP).
- 1967: Основание Национального агентства по финансированию исследований и проектов (FINEP).
- 1980: Основание Национальной лаборатории научных вычислений (LNCC).
- 1985: Основание Национальной лаборатории синхротронного излучения (LNRS), сегодня Национальная лаборатория синхротронного излучения (LNLS).
- 1985: Основание Национальной лаборатории астрофизики (LNA).
- 1993: Учреждение национального ордена «За научные заслуги».
- 1994: Создание Бразильского космического агентства (AEB).
- 2006: Основание Федерального университета ABC (UFABC).[2]
- 2007: Основание Национальной научной и технологической лаборатории производства биоэтанола (CTBE).
- 2010: Основание Федерального университета латиноамериканской интеграции (UNILA).